# Milot
För andra betydelser, se Milot (olika betydelser).

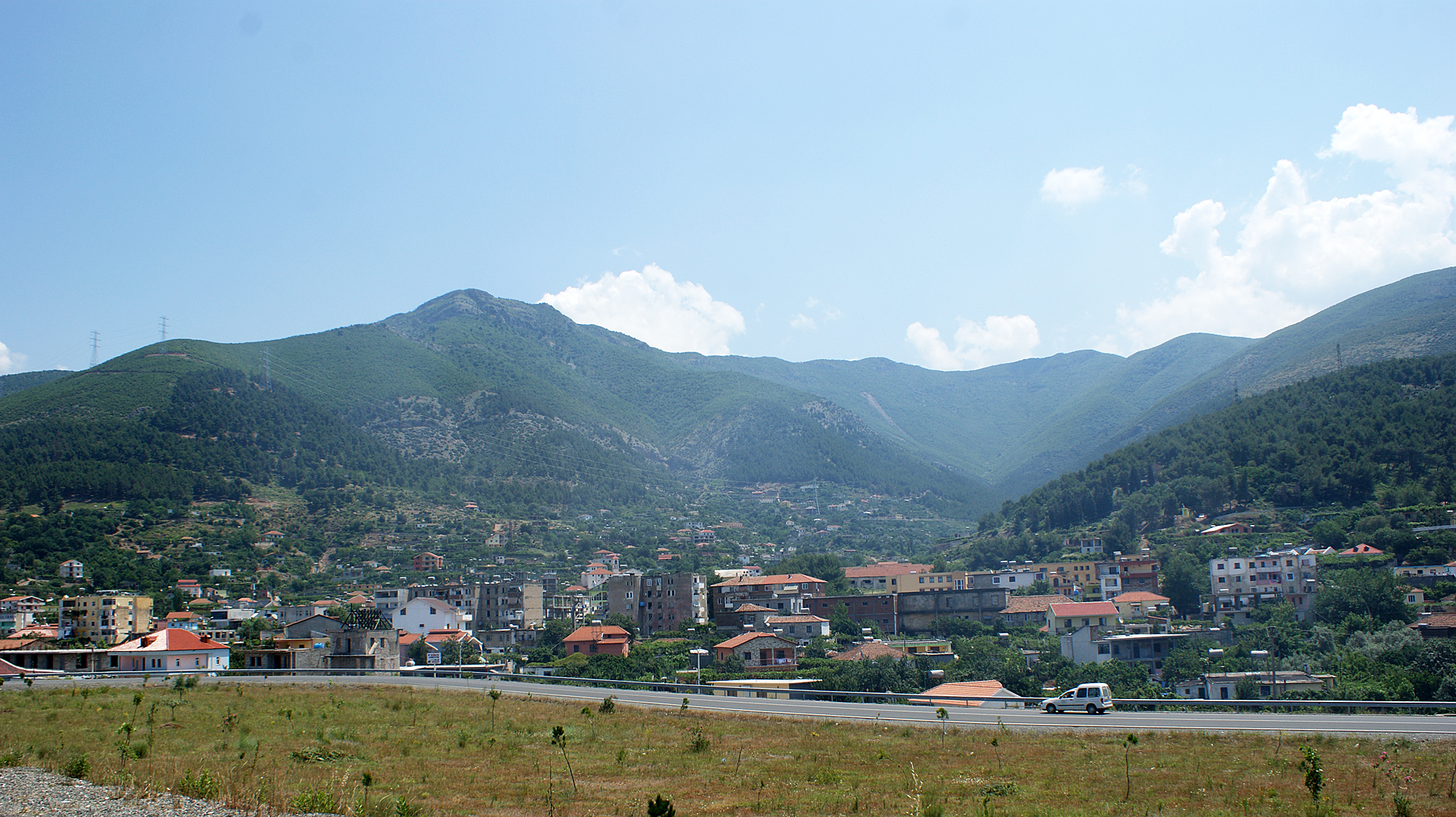
Milot.

Milot (albanska: Milot med böjningsformen Miloti) är en ort i en kommun med samma namn i Kruja-distriktet i norra Albanien belägen cirka 41 kilometer från Tirana och vid floden Mat. Kommunen har omkring 13 000 invånare och består av 13 orter vara denna, den största, har omkring 6 000 invånare.
Plats för slaget vid Albulena under albansk-osmanska kriget.